# Macrosyringion glutinosum
Macrosyringion glutinosum là loài thực vật có hoa thuộc họ Cỏ chổi. Loài này được Rothm. mô tả khoa học đầu tiên.